# Tachov (okres Česká Lípa)
Tachov (německy Tacha) je obec v okrese Česká Lípa v Libereckém kraji. Leží tři kilometry jihozápadně od města Doksy. Leží pod Tachovským vrchem (466 m). Žije zde 221 obyvatel.

## Historie
První písemná zmínka o vesnici pochází z roku 1460. Byla zjištěna v listině krále Jiřího z Poděbrad, který potvrdil městu Doksy jeho privilegia.
Tachov byl vždy zemědělskou obcí, pěstoval se zde tzv. dubský zelený chmel. Až do počátku 20. století nevedla do Tachova silnice. Byla postavena teprve roku 1908 a vedla z Tachova do Ždírce. K účelům výstavby silnic byl v Tachově na Tachovském kopci otevřen kamenolom.
Při sčítání obyvatel v roce 1921 bylo v Tachově 42 domů a 209 obyvatel, z toho jen 3 Češi. V roce 1946 měla obec 200 obyvatel, v průběhu 50. a 60. let zestárla. V roce 1963 byla zrušena škola. V roce 1993 měl 82 obyvatel a od té doby došlo k nárůstu na současných 173.

## Obyvatelstvo
Při sčítání lidu v roce 1921 ve vsi žilo 209 obyvatel (z toho 96 mužů), z nichž byli tři Čechoslováci a 204 Němců. Kromě dvou evangelíků se hlásili k římskokatolické církvi. Podle sčítání lidu z roku 1930 měla vesnice 222 obyvatel: tři Čechoslováky a 219 Němců. S výjimkou devíti evangelíků byli římskými katolíky.
| Rok            | 1869 | 1880 | 1890 | 1900 | 1910 | 1921 | 1930 | 1950 | 1961 | 1970 | 1980 | 1991 | 2001 | 2011 | 2021 |
| -------------- | ---- | ---- | ---- | ---- | ---- | ---- | ---- | ---- | ---- | ---- | ---- | ---- | ---- | ---- | ---- |
| Počet obyvatel | 251  | 212  | 250  | 224  | 218  | 209  | 222  | 156  | 165  | 102  | 85   | 77   | 103  | 191  | 198  |
| Počet domů     | 41   | 40   | 42   | 44   | 42   | 42   | 43   | 37   | 29   | 27   | 26   | 39   | 41   | 48   | 63   |

## Obecní správa
Mezi lety 1869–1976 Tachov byl obcí v okrese Dubá (1869–1930), poté v okrese Doksy (1950) a později v okrese Česká Lípa. Od 1. května 1976 do 31. prosince 1993 patřil jako část města k Doksům a od 1. ledna 1994 je opět samostatnou obcí.

### Obecní symboly
Znak a vlajka byly obci uděleny rozhodnutím předsedy Poslanecké sněmovny Parlamentu České republiky dne 17. dubna 2009.

## Pamětihodnosti
- Kaple[10] – barokní z let 1793 až 1794, uprostřed obce
- Roubená budova bývalé školy čp. 38[11] z roku 1787, tamtéž
- Lípa v Tachově[12] – památný strom (lípa velkolistá), v severozápadním sousedství výše zmíněných, před č. p. 11 (50°32′36″ s. š., 14°38′8″ v. d.)
- Pomník obětem 1. světové války
- Kříž na kamenném podstavci, při polní cestě do Zbyn, asi 300 metrů severozápadně od obce
- Sloupková boží muka, při silnici do Ždírce, asi 500 metrů jižně od obce

## Galerie

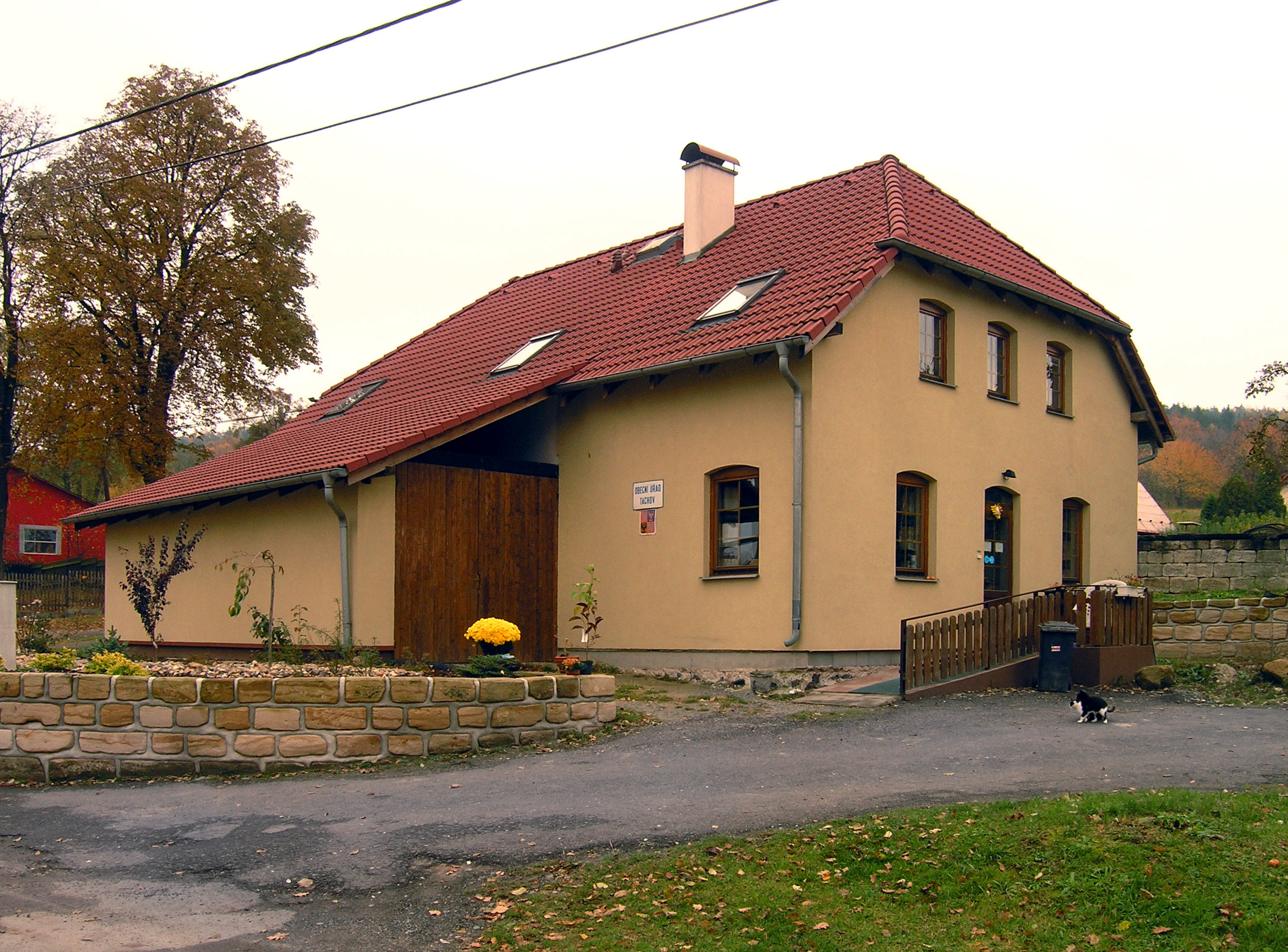
Obecní úřad
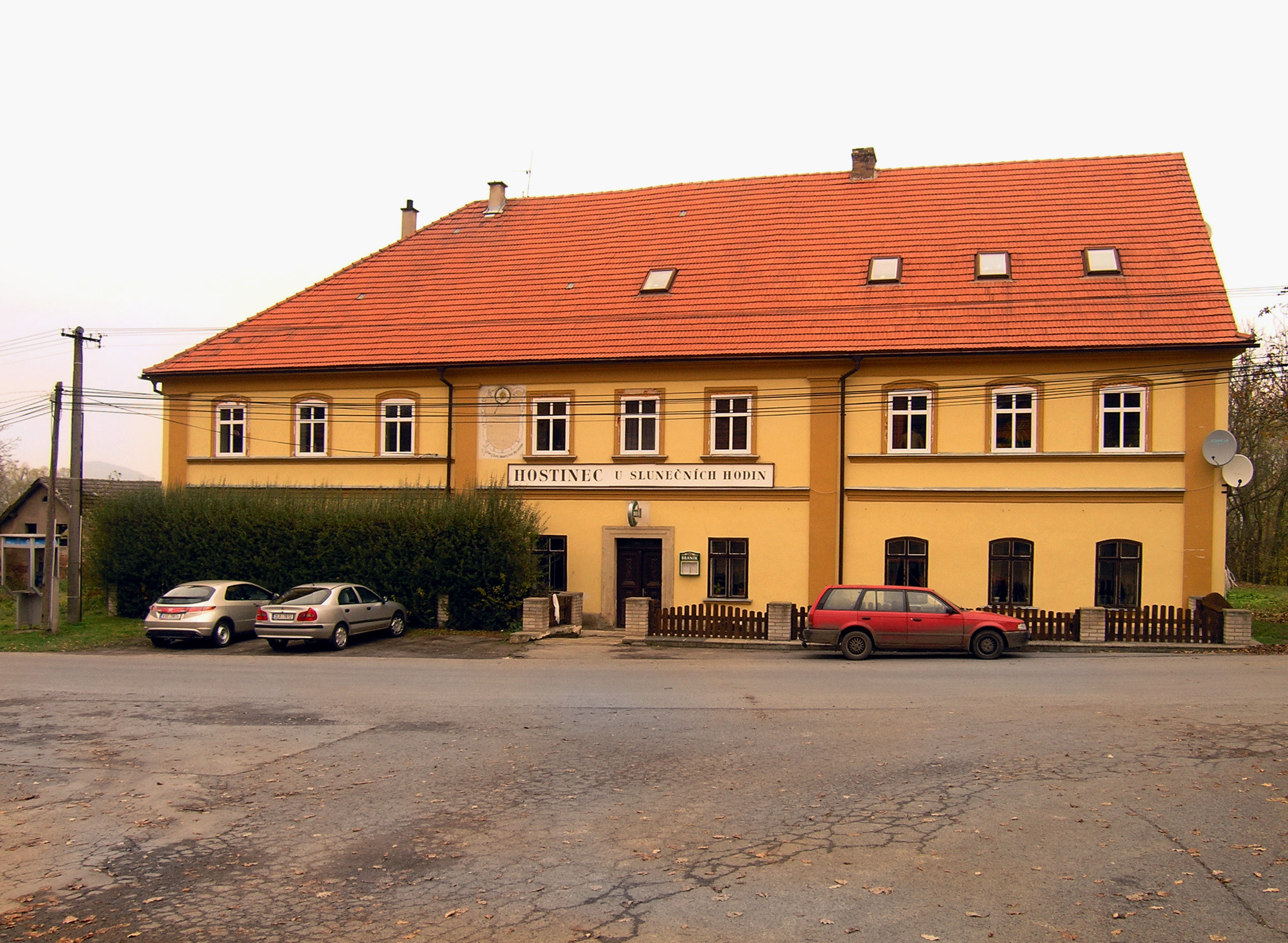
Restaurace
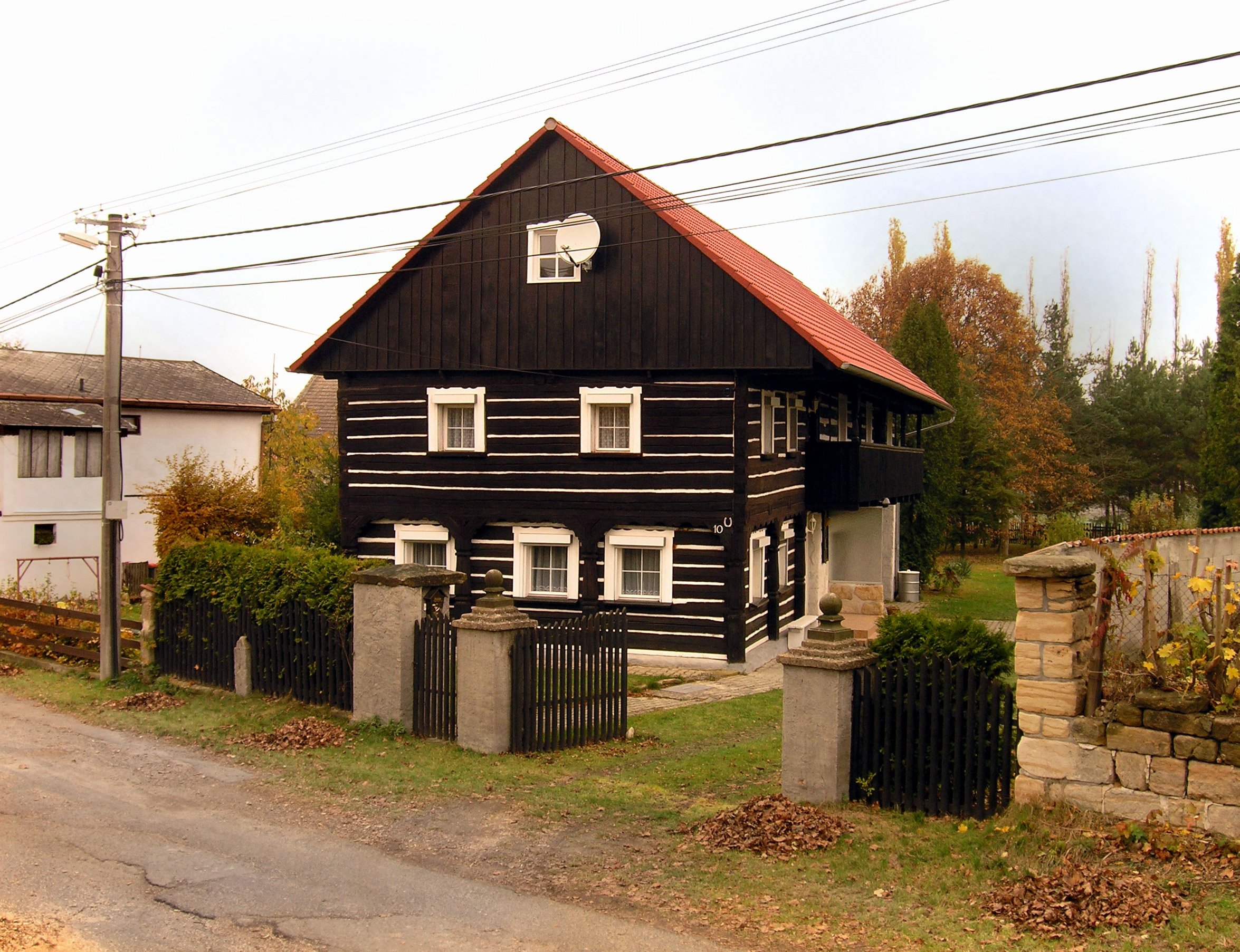
Roubený podstávkový dům č. p. 10 na severní straně návsi